# Zila Friedman

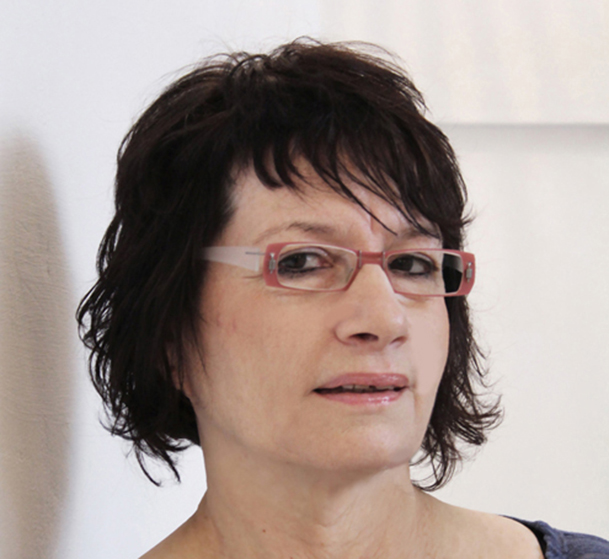
Zila Friedman (2013) Foto:Liliana Auerbach

Zila Friedman (hebräisch צילה פרידמן; geboren 18. Dezember 1948 in Tel Aviv) ist eine israelische Malerin.

## Leben
Zila Friedman ist eine Nachfahrin des Rabbiners Salomon Ganzfried. Sie wuchs in einer orthodoxen jüdischen Familie auf. Sie studierte von 1973 bis 1975 am Technion und von 1988 bis 1991 an einer Kunstschule in Ramat Gan und bei Helena Shamay. Ab 1992 gehörte sie der Israelischen Künstlervereinigung an. Seit dem Jahr 2000 ist sie Mitglied bei “Impact” – Professional Visual Artists Association in Israel und war dort bis 2006 im Vorstand. Friedman lebt und arbeitet in Bnei Brak.
Friedman fertigt Graphit-, Kohle- und Bleistiftzeichnungen auf weißem oder transparentem Papier mit Gitterformen und darin integrierten Gegenständen.

## Werke
Werke von Zila Friedman befinden sich u. a. im Okashi Museum für Moderne Kunst in Akko in Israel, im Janco Dada Museum in En Hod und im Petah Tikva Museum of Art in Petach Tikwa.